# Aplustridae
Aplustridae zijn een familie van weekdieren uit de klasse van de Gastropoda (slakken).

## Taxonomie
De volgende geslachten zijn bij de familie ingedeeld:
- Aplustrum Schumacher, 1817
- Bullina A. Férussac, 1822
- Espinosina Ortea & Moro, 2017
- Hydatina Schumacher, 1817
- Micromelo Pilsbry, 1895
- Parvaplustrum Powell, 1951
- Rictaxiella Habe, 1958

### Synoniemen
- Amplustrum Gray, 1847 => Aplustrum Schumacher, 1817
- Bullinula G. B. Sowerby II, 1839 => Bullina A. Férussac, 1822
- Hydatoria Iredale, 1936 => Hydatina Schumacher, 1817
- Parvamplustrum => Parvaplustrum Powell, 1951
- Perbullina Iredale, 1929 => Bullina A. Férussac, 1822